# 茅ヶ崎市博物館
茅ヶ崎市博物館（ちがさきしはくぶつかん）は、神奈川県茅ヶ崎市堤3786番1に所在する市立博物館。茅ヶ崎市文化資料館の機能を移転し2022年（令和4年）7月30日に開館した。

## 概要
茅ヶ崎市中海岸2丁目には、1971年（昭和46年）7月1日に開館した「茅ヶ崎市文化資料館」があり、これまで40年以上にわたり地域の総合博物館として存続してきたが、茅ヶ崎市教育委員会は、2013年（平成25年）3月改訂の「公共施設整備・再編計画」に基づき、文化資料館を再編して新たな博物館施設を堤地区に建設することを決定した。
計画・工事段階では、新博物館には「茅ヶ崎市歴史文化交流館」の仮称が付けられていたが、この名称では「博物館」という施設の本質が伝わりづらいとして、正式名に「博物館」を冠すべきとの方針を固め「茅ヶ崎市博物館」となった。
「大地と人の物語」を基本テーマとし、海・川・道が交わる環境にある茅ヶ崎の土地と、そこに住む人々の歴史や文化を紹介する。
- 住所：〒253-0006 神奈川県茅ヶ崎市堤3786-1
- 電話：0467-81-5607
- 開館時間：午前9時～午後7時（入館は午後6時30分まで）
- 休館日：月曜日、冬季休館日、臨時休館日
- 入館料：無料[3]

浄見寺の北側に位置する。最寄り駅はJR相模線の香川駅である。当駅からコミュニティバスえぼし号「北部循環市立病院線」乗車、バス停「浄見寺入口」で下車。ただし市によると、乗車時間は20分ほどかかり、「本数が限られています」と注意書きされている。
なお、博物館南側には茅ヶ崎市民俗資料館の一部である旧和田家住宅があり、浄見寺境内には同じ民俗資料館の旧三橋家住宅が設置されている。